# Телевидение во Франции
Телевещание - одно из основных средств массовой информации и организации досуга населения Франции. Ведётся с 25 апреля 1935 года.

## Внутригосударственное вещание метрополии
- в 1935-1984 гг. телевещание в стране велось только государственными организациями
  - в 1935-1975 гг. - общественным учреждением «Управление французского радиовещания и телевидения»
    - с 25 апреля 1935 до 21 декабря 1963 года - по первой и единственной программе;
    - с 21 декабря 1963 до 31 декабря 1972 года по 1-й и 2-й программам;
    - с 31 декабря 1972 до 5 января 1975 года - по 1-й, 2-й и 3-й программам;

  - с 5 января 1975 до 20 февраля 1986 года - национальными компаниями «ТФ1» (по 1-й программе), «Антенн 2» (по 2-й программе) и «Франс Регион 3»[1] (по 3-й программе, местные передачи по 1-й и 2-й программам),
- с 1984 года телевещание в стране велось:
  - государственными организациями
    - с 4 ноября 1984 до 20 февраля 1986 года национальными компаниями «ТФ1» (по 1-й программе), «Антенн 2» (по 2-й программе) и «Франс Регион 3» (по 3-й программе, местные передачи по 1-й и 2-й программам);
    - с 20 февраля 1986 года до 28 марта 1994 года - национальными компаниями «Антенн 2» (по 2-й программе, с 12 апреля 1992 года также вела дневные передачи по 5-й программе) и «Франс Регион 3» (по 3-й программе, с 12 апреля 1992 года  также вела дневные передачи по 5-й программе) и частными компаниями (по 1-й, 4-й, 5-й и 6-й программам)
    - с 28 марта 1994 до 2010 года - национальными компаниями «Франс 2», «Франс 3» и «Ля Синквем» (утренние и дневные передачи 5-й программы) и частными компаниями (по 1-й, 4-й и 6-й программам)
    - с 2010 года - национальной компанией «Франс Телевизьон» (по 2-й, 3-й, 5-й программам и специализированной программе «Франс 4»)

  - частными телекомпаниями (в 1984-1986 гг. - по 4-й программе, в 1986-1992 гг. - по 1-й, 4-й, 5-й и 6-й программам, с 1992 года - по 1-й, 4-й и 6-й программам, с 31 марта 2005 года также и по специализированным программам)

## Внутреннее телевещание заморских территорий
В заморских территориях и заморских департаментах телевещание в 1964—1975 гг. велось общественным учреждением «Управление французского радиовещания и телевидения» (по единственной программе в каждой из территорий), в 1975—1982 гг. — национальной компанией «Франс 3» (по одной программе в каждом департаменте и в каждой территории), с 1982 года — национальной компанией «Ля Премьер» (в 1983-2010 гг. - по двум, а в с 2010 год - по одной программе в каждом из департаментах и в каждой из территорий, при этом с 1998 года вторая программа («Темпо») была общей для всех заморских департаментов и территорий и передавалась из коммуны Малакофф в Иль-де-Франсе).

## Телевещание на заграницу
Телевещание на заграницу в 2006-2011 гг. велось национальной компанией «Франс 24» (по программам «Франс 24», «Франс 24 Инглиш», «Франс 24 Арабик»), с 2011 года - национальной компанией «Франс Медиа Монд» (по программам «Франс 24», «Франс 24 Инглиш», «Франс 24 Арабик»).

## Современное состояние
В зависимости от способа распространения существует 4 типа телевещания:
- Эфирное телевидение
  - Аналоговое эфирное телевидение (до 2011 года)
  - Цифровое эфирное телевидение
    - FTA
    - Pay TV
- Спутниковое телевидение
  - Аналоговое спутниковое телевидение (с 1992 года)
  - Цифровое спутниковое телевидение (с 1996 года)
    - FTA
    - Pay TV
- Кабельное телевидение
- IPTV

## Аналоговое телевидение
- Канал n° 1 : создан 13 февраля 1935
  -     - Radio-PTT Vision (1935—1939)
    - Radiodiffusion nationale Télévision (1939-1940), общественный телеканал RN
    - Fernsehsender Paris (1943—1944), телестанция немецкой оккупационной администрации
    - Télévision française (1946—1949), общественный телеканал
    - RTF Télévision (1949-1965), общественный телеканал RTF
    - Première chaîne de l'ORTF (1965—1975), общественный телеканал ORTF
    - TF1 (Télévision Française 1) (1975—1987), общественный телеканал в 1975-1987 гг., частный телеканал с 1987 года
- Канал n° 2 : создан : 21 декабря 1963
  -     - RTF Télévision 2 (1963-1965), общественный телеканал, общественный телеканал RTF
    - Deuxième chaîne couleur de l'ORTF (1963—1975), общественный телеканал ORTF
    - Antenne 2 (1975—1992), общественный телеканал.
    - France 2, (c 7 сентября 1992) общественный канал France Télévisions
- Канал n° 3 : создан : 31 декабря 1972
  -     - Troisième chaîne couleur de l'ORTF (1972—1975), общественный телеканал ORTF
    - France Régions 3 (FR3) (1975—1992), общественный.
    - France 3, (c 7 сентября 1992) общественный канал France Télévisions
- Канал n° 4 : создан : 1 декабря 1982
  -     - Canal 4 (1982),
    - Canal+, (c 4 ноября 1984) частный телеканал
- Канал n° 5 : создан : 20 февраля 1986
  -     - La Cinq (20 февраля 1986 — 12 апреля 1992), частный телеканал
    - Arte (26 сентября 1992 - 2011), общественный телеканал
    - Télé emploi (28 марта — 17 апреля 1994), общественный телеканал
    - La Cinquième (13 декабря 1994 — 7 января 2002), общественный телеканал
    - France 5, (c 7 января 1992) общественный канал France Télévisions
- Канал n° 6 : создан : 1 марта 1986
  -     - TV6, частный музыкальный канал (1 марта 1986 — 28 февраля 1987).
    - M6, частный (с 1 марта 1987).

## Цифровое телевидение
| №  | Канал              | Тип                       | Владелец                             | Доступ                    | Начало трансляции | Срок действия разрешения | Мультиплекс | Формат      |
| -- | ------------------ | ------------------------- | ------------------------------------ | ------------------------- | ----------------- | ------------------------ | ----------- | ----------- |
| 1  | TF1                | Основной частный          | Группа TF1                           | Бесплатный                | 31 марта 2005     | 5 мая 2033               | R6          | HD (1080i)  |
| 2  | France 2           | Основной общественный     | France Télévisions                   | Бесплатный                | 31 марта 2005     | ∅                        | R1          | HD (1080i)  |
| 3  | France 3           | Основной общественный     | France Télévisions                   | Бесплатный                | 31 марта 2005     | ∅                        | R1          | HD (1080i)  |
| 4  | Canal+             | Основной частный          | Группа Canal+                        | Платный (вещает частично) | 31 марта 2005     | 5 июня 2025              | R3          | HD (1080i)  |
| 5  | France 5           | Основной общественный     | France Télévisions                   | Бесплатный                | 31 марта 2005     | ∅                        | R4          | HD (1080i)  |
| 6  | M6                 | Основной частный          | Группа M6                            | Бесплатный                | 31 марта 2005     | 5 мая 2033               | R4          | HD (1080i)  |
| 7  | Arte               | Основной общественный     | Arte France                          | Бесплатный                | 31 марта 2005     | ∅                        | R4          | HD (1080i)  |
| 9  | W9                 | Основной частный          | Группа M6                            | Бесплатный                | 31 марта 2005     | 28 февраля 2035          | R4          | HD (1080i)  |
| 10 | TMC                | Основной частный          | Группа TF1                           | Бесплатный                | 31 марта 2005     | 28 февраля 2035          | R6          | HD (1080i)  |
| 11 | TFX                | Основной частный          | Группа TF1                           | Бесплатный                | 31 марта 2005     | 28 февраля 2035          | R6          | HD (1080i)  |
| 13 | LCP - Public Sénat | Тематический общественный | Национальное собрание, Сенат Франции | Бесплатный                | 31 марта 2005     | ∅                        | R6          | HD (1080i)  |
| 14 | France 4           | Основной общественный     | France Télévisions                   | Бесплатный                | 31 марта 2005     | ∅                        | R1          | HD (1080i)  |
| 15 | BFM TV             | Тематический частный      | Группа RMC BFM                       | Бесплатный                | 28 ноября 2005    | 31 августа 2035          | R2          | HD (1080i)  |
| 16 | CNews              | Тематический частный      | Группа Canal+                        | Бесплатный                | 27 октября 2005   | 31 августа 2035          | R2          | HD (1080i)  |
| 17 | CStar              | Основной частный          | Группа Canal+                        | Бесплатный                | 17 октября 2005   | 31 августа 2035          | R2          | HD (1080i)  |
| 18 | Gulli              | Основной частный          | Группа M6                            | Бесплатный                | 18 ноября 2005    | 31 августа 2035          | R2          | HD (1080i)  |
| 20 | TF1 Séries Films   | Основной частный          | Группа TF1                           | Бесплатный                | 12 декабря 2012   | 11 декабря 2027          | R7          | HD (1080i)  |
| 21 | L'Équipe           | Тематический частный      | Группа Amaury                        | Бесплатный                | 12 декабря 2012   | 11 декабря 2027          | R7          | HD (1080i)  |
| 22 | 6ter               | Основной частный          | Группа M6                            | Бесплатный                | 12 декабря 2012   | 11 декабря 2027          | R4          | HD (1080i)  |
| 23 | RMC Story          | Основной частный          | Группа RMC BFM                       | Бесплатный                | 12 декабря 2012   | 11 декабря 2027          | R7          | HD (1080i)  |
| 24 | RMC Découverte     | Тематический частный      | Группа RMC BFM                       | Бесплатный                | 12 декабря 2012   | 11 декабря 2027          | R7          | HD (1080i)  |
| 25 | Chérie 25          | Основной частный          | NRJ Group                            | Бесплатный                | 12 декабря 2012   | 11 декабря 2027          | R7          | HD (1080i)  |
| 26 | LCI                | Тематический частный      | Группа TF1                           | Бесплатный                | 5 апреля 2016     | 28 февраля 2035          | R3          | HD (1080i)  |
| 27 | France Info        | Тематический частный      | France Télévisions                   | Бесплатный                | 1 сентября 2016   | ∅                        | R1          | HD (1080i)  |
| 41 | Paris Première     | Основной частный          | Группа M6                            | Платный (вещает частично) | 3 ноября 2005     | 28 февраля 2035          | R3          | SD (576i)   |
| 42 | Canal+ Sport       | Тематический частный      | Группа Canal+                        | Платный (вещает частично) | 3 ноября 2005     | 31 августа 2025          | R3          | HD (1080i)  |
| 43 | Canal+ Cinéma(s)   | Тематический частный      | Группа Canal+                        | Платный                   | 3 ноября 2005     | 31 августа 2025          | R3          | HD (1080i)  |
| 45 | Planète+           | Тематический частный      | Группа Canal+                        | Платный                   | 3 ноября 2005     | 31 августа 2025          | R3          | HD (1080i)  |
| 52 | France 2 UHD       | Основной общественный     | France Télévisions                   | Бесплатный                | 23 января 2024    | ∅                        | R9          | UHD (2160p) |

### Мультиплексы
Во Франции существует 7 мультиплексов цифрового телевидения:
- R1 (France 2, France 3, France 4, France Info)
- R2 (BFM TV, CNews, CStar, Gulli)
- R3 (Canal+, LCI, Paris Première, Canal+ Sport, Canal+ Cinéma(s), Planète+)
- R4 (France 5, Arte, M6, W9, 6ter)
- R6 (TF1, TMC, TFX, LCP)
- R7 (TF1 Séries Films, L'Équipe, RMC Story, RMC Découverte, Chérie 25)
- R9 (France 2 UHD, France 3 UHD)

С 5 апреля 2016 года:
- Мультиплекс R1 - SGR1: общественные телеканалы France 2, France 3 (с региональные блоками), France 4, France Info, региональные частные телеканалы такие как Alsace 20 в Эльзасе, BFM Paris в Иль-де-Франсе, ViàTéléPaese в Корсике, Wéo и Wéo Picardie в Верхней Франции, TVR в Бретани
- Мультиплекс R2 - NTN2: частные телеканалы, BFM TV, CNews, CStar, 	Gulli
- Мультиплекс R3 - CNH3: частные телеканалы Canal+, LCI, Paris Première, Canal+ Sport, Canal+ Cinéma, Planète+
- Мультиплекс R4 - Multi 4: общественные телеканалы France 5 и Arte, частные телеканалы M6, W9 и 6ter
- Мультиплекс R6 - SMR6: частные телеканалы TF1, TMC, TFX, общественный телеканал La Chaîne parlementaire
- Мультиплекс R7 - MHD7: частные телеканалы TF1 Séries Films, La chaîne L'Équipe, RMC Story, RMC Découverte, Chérie 25
- Мультиплекс L8 - TVO: региональные частные телеканалы
- Мультиплекс L8 - Multi 7: региональные частные телеканалы
- Мультиплекс R15: региональные частные телеканалы